# Humphrey z Gloucesteru

Erb Humphreyho, vévody z Gloucesteru

Humphrey z Lancasteru, vévoda z Gloucesteru (3. října 1390 – 23. února 1447) byl anglický šlechtic a po jistý čas regent Anglie. Byl pátým synem anglického krále Jindřicha IV. a jeho první manželky Marie de Bohun.
Jméno Humphrey dostal po svém dědečkovi Humphreyovi de Bohun, hraběti z Herefordu. V roce 1414 byl Humphrey povýšen na vévodu z Gloucesteru a hraběte z Pembroke. V roce 1415 nastoupil na místo lorda strážce pěti přístavů. Když v roce 1422 zemřel jeho bratr král Jindřich V., stal se regentem království a ochráncem svého mladého synovce Jindřicha VI.
Kolem roku 1422 se oženil s Jakubou, vévodkyní ze Straubingu-Hollandu, dcerou vévody Viléma II. ze Straubingu-Hollandu. Manželství dalo Humphreymu titul hraběte holandského, zélandského a henegavského, který si ovšem nárokoval také burgundský vévoda Filip Dobrý.
Manželství bylo zrušeno v roce 1428 a Jakuba zemřela vyděděna v roce 1436. Gloucester se pak oženil se svou bývalou milenkou Eleanor Cobhamovou. Humphreyovy děti pravděpodobně s Eleanor Cobhamovou byly Antigone Plantagenetová, která se provdala za Henryho Graye, hraběte z Tancarville, a Jan Plantagenet, který zemřel mladý.
V roce 1441 byla Eleanor Cobhamová souzena za čarodějnictví proti králi. Byla obviněna ze snahy zabezpečit vládu svého manžela magií. Jednalo se o pokus dvorní strany kolem kardinála Jindřicha Beauforta a Viléma de la Pole, vévody ze Suffolku, oslabit vliv, který měl její manžel na Jindřicha VI. Byla odsouzena projít třikrát naboso Londýnem a k následnému doživotnímu vězení. Zemřela ve vězení.
Proces oslabil Gloucesterovo postavení u dvora. V roce 1444 se již nepodílel na mírových jednáních v Tours, kde se dohodla svatba mezi Jindřichem VI. a Markétou z Anjou. Král se dále zavázal, že se vzdá hrabství Maine. Když se Gloucester o této tajné klauzuli dozvěděl, chtěl ji projednat v parlamentu.
Vévoda ze Suffolku jednal rychle a nechal ho v roce 1447 zatknout a obvinit z velezrady. O několik dní později Gloucester zemřel za nejasných okolností v Bury St. Edmunds v Suffolku.
Suffolk ho přežil o celé tři roky. Byl zabit za stejně záhadných okolností jako vévoda z Gloucesteru. Mezi lidmi byl Gloucester znám jako dobrý vévoda Humphrey.
Humphrey založil knihovnu v Oxfordu darem více než 250 knih. Slíbil i peníze na stavbu nové budovy, jež pak byla zničena v 16. století. Jeho jméno připomíná knihovna Duke Humfrey’s Library, která je součástí Bodleyovy knihovny v Oxfordu.
Humphrey z Gloucesteru se objevuje jako postava ve hrách Jindřich V. a Jindřich VI. od Williama Shakespeara.